# San Marco in Agro Laurentino (Rom)
San Marco evangelista in Agro Laurentino ist eine römisch-katholische Titelkirche an der Piazza Giuliani e Dalmati im Quartier Giuliano-Dalmata in Rom. Sie ist Eigentum und wird betreut von einem Konvert der Minoriten.

## Geschichte
Kardinalvikar Francesco Marchetti Selvaggiani gründete mit einem Dekret vom 9. März 1950 die Pfarrei und machte die Vorgängerkirche zur Pfarrkirche. Sie wurde zwischen 1970 und 1972 nach Plänen von Ennio Camino gebaut und wurde von Kardinalvikar Angelo Dell’Acqua am 29. Mai 1972 geweiht. Papst Paul VI. besuchte die Kirche im April 1973 und Papst Johannes Paul II. im Januar 1984.

## Ausstattung
Im Inneren der Kirche ist eine Madonna von Perrotta und ein Kreuz aus Bronze von U. Montalbano. In der Krypta befindet sich eine Reihe von Mosaiken. Diese zeigen die Schutzheiligen der Regionen Julisch-Venetien und Dalmatien (Nordostadria), die Italien nach dem Zweiten Weltkrieg ganz oder teilweise abtreten musste. Das Quartier Giuliano-Dalmata in Rom, in dem Flüchtlinge aus diesen Regionen angesiedelt wurden, wurde nach diesen Regionen benannt.

## Kardinalpriester
Am 5. März 1973 wurde die Kirche von Papst Paul VI. zur Titelkirche erhoben.
- Émile Biayenda, Erzbischof von Brazzaville, 5. März 1973 bis 23. März 1977
- Alexandre do Nascimento, Erzbischof von Luanda, 2. Februar 1983 bis 28. September 2024
- Domenico Battaglia, Erzbischof von Neapel, seit 7. Dezember 2024[1]